# 하우데즌 작전

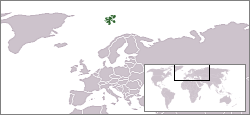
스발바르 제도의 위치.

하우데즌 작전(독일어: Unternehmen Haudegen, Swashbuckler라는 뜻)은 제2차 세계 대전 기간 나치 독일이 스발바르 제도에 기상 관측국을 설치한다는 작전이었다.
1944년 9월, 보급선 카를 J. 부르쉬와 잠수함 U-307이 하우데즌 작전을 수행할 인원과 함께 스발바르 제도에 도착했다. 이 기상 관측 센터는 1944년 9월 9일부터 1945년 9월 4일까지 활동했다. 1945년 5월 무선 통신이 끊어졌고, 1945년 8월까지 군인들이 보급을 요청하고 있었다. 1945년 9월 4일 노르웨이의 물개 사냥 선박이 군인들을 보았고 군인은 이 선박의 선장에게 항복했다. 이 군인은 제2차 세계 대전 이후 가장 마지막으로 항복한 독일군이다.

## 같이 보기
- 잔류일본병
- 유럽의 제2차 세계 대전 종전

## 참고 문헌
- Article on the "weather war" in the North Atlantic
- Article on the history of Svalbard Island
- "Vergessen, verloren, verwirrt" ("Forgotten, lost, confused", in German), Berliner Morgenpost, March 20, 2005.
- “Die vergessenen Haudegen”. 《Der Spiegel》. 2010년 9월 3일. 2010년 9월 3일에 확인함.
- Dege, Wilhelm (2004년). 《War North Of 80: The Last German Arctic Weather Station Of World War II》. Boulder, Colorado: University Press of Colorado. ISBN 0-87081-768-X.